# Anima latina
Anima latina è il nono album discografico di Lucio Battisti, pubblicato il 2 dicembre 1974 dall'etichetta discografica Numero Uno.
Sebbene non goda della stessa popolarità di altri lavori di Battisti, Anima latina è stato poi considerato tra i migliori album italiani, e viene oggi costantemente inserito al primo posto nei cataloghi dei migliori dischi nella storia della musica italiana.
Un'attenta analisi della sua composizione, nonché dei retroscena e delle curiosità relative a quest'opera, è stata condotta dal critico musicale Renzo Stefanel nel suo libro Anima latina.
Il disco, recentemente riscoperto anche dalla critica estera, è stato e continua a essere fonte di ispirazione per numerosi artisti della scena indie e, in generale, del nuovo panorama musicale italiano.

## Descrizione
Concepito dopo un viaggio in America Latina, presenta delle marcate differenze rispetto alla produzione di Battisti degli anni settanta, soprattutto dal punto di vista musicale. In contemporanea con la pubblicazione, Battisti concesse una lunga intervista al giornalista Renato Marengo di Ciao 2001, che può essere considerata il manifesto teorico dell'album.
(Lucio Battisti intervistato da Renato Marengo)
L'album rappresenta una rottura piuttosto marcata rispetto al passato ed è considerato da alcuni critici come il massimo capolavoro di Battisti degli anni settanta: è probabilmente il suo disco più ambizioso, complesso e sfaccettato, un'originale fusione delle sonorità e dei ritmi latini con alcune delle modalità espressive tipiche del progressive (brani lunghi, dall'orchestrazione e strumentazione estremamente composita e stratificata; ampio uso di sintetizzatori).
Uscito alla fine del 1974, rimase primo in classifica per tredici settimane consecutive, anche se, a differenza di quanto accaduto con precedenti e successivi lavori, nessun brano specifico riuscì davvero a radicarsi nell'immaginario collettivo del grande pubblico.
Tutti i brani dell'album sono completamente privi di ritornello (tranne Due mondi, il cui ritornello è cantato da Mara Cubeddu), e hanno testi piuttosto ridotti, intervallati da lunghe sequenze strumentali dominate soprattutto dalle sonorità latine degli strumenti a corda, dai cori nonché da sezioni dominate dal sintetizzatore. Di conseguenza, alcuni pezzi come La nuova America e Separazione naturale vantano i record di testi scritti da Mogol più brevi (la prima contiene solo sei versi, la seconda addirittura quattro).
I testi di parecchi brani dell'album illustrano, dal punto vissuto dall'uomo, il rapporto di coppia; a volte i due sono adolescenti, altre vengono rappresentati da persone pienamente adulte. Il rapporto tra l'io poetico maschile e il tu femminile viene presentato in maniera retrospettiva nel pezzo di apertura (Abbracciala, abbracciali, abbracciati) e ritorna nella maggior parte dei brani successivi, conferendo all'album un tema simile a quello che si poteva osservare nei concept album di moda all'epoca. A caratterizzare il tema del rapporto tra i due protagonisti è l'antagonismo tra i sessi, laddove tra le reciproche critiche (in Due mondi, Anonimo, Gli uomini celesti), si alternano da una parte le dinamiche di separazione e dall'altra lo spiccato erotismo che, prendendo spesso il sopravvento (anche dal punto di vista strettamente musicale), tende prepotentemente a rinsaldare la coppia. Nel pezzo finale, comunque, prevalgono le spinte di allontanamento tra i due e di malinconica rassegnazione (Separazione naturale). A parte la tematica amorosa, la povertà e la vitalità dei paesi dell'America Latina riemergono in vari pezzi: nel complesso i paesaggi rievocati rimandano a paesaggi urbani periferici dove i segni del progresso convivono con una natura agreste ma contaminata, della quale si cerca di estrarre l'essenza.
La registrazione dell'album (avvenuta negli studi Fono - Roma Sound Recordings, oggi di proprietà Mediaset) è successiva a un viaggio in Sudamerica della coppia artistica e, tra prove e ripensamenti, richiese circa sei mesi di tempo per essere completata. Molti brani furono completamente riarrangiati dopo una prima versione ritenuta non soddisfacente: di alcune delle prime registrazioni si trova traccia nel disco, nelle brevi riprese di Gli uomini celesti e Due mondi. Frasi musicali di alcuni brani tornano in altri, alla stregua di un concept album o di un'opera rock.

### Il ruolo attivo dell'ascoltatore
In alcuni casi, per esempio nel brano iniziale Abbracciala, abbracciali, abbracciati o in alcuni passaggi di Macchina del tempo, le parole sono volutamente difficili da ascoltare poiché la voce di Battisti è mixata a volume molto basso, oppure coperta da effetti sonori: nelle intenzioni dell'autore, l'espediente serviva per costringere l'ascoltatore a porre maggiore attenzione, a concentrarsi maggiormente sul testo e sulla sua interazione con la musica, diventando in un certo senso coautore del brano. Nell'intervista per Renato Marengo dichiarò:
[…]
Quando uno parla in mezzo agli altri, non urla ma non tace neppure, se la sua voce interessa a chi ascolta, viene individuata in mezzo alle altre, magari con un po' più di attenzione, con un po' di fatica. Questo ho fatto con il mio LP: ho messo la mia voce in mezzo alla mia musica ed ho inteso stimolare gli altri a capire le parole, ad afferrare il senso o la sola sonorità; ho inteso stimolare chi mi ascolta a fare attenzione a ciò che sta succedendo, a ciò che accade nel momento in cui si ascolta un brano non perché questo sia piacevole, ma perché ascoltare significa qualcosa: e ascoltare con attenzione, magari rimettendo il disco daccapo perché non si è capito, magari facendo irritare chi non è riuscito ad individuare al primo ascolto una parola, è un'operazione stimolante, coinvolgente; è il modo che ho scelto per comunicare con gli altri, per essere presente in mezzo agli altri, per essere quello che dà il pretesto, lo spunto ad un'azione, ad un'operazione.»
(Lucio Battisti, 1º dicembre 1974)

### Il collegamento con i lavori successivi di Battisti
Molti critici hanno fatto notare che questo album andrebbe considerato non come un'anomalia, ma più che altro come la prima manifestazione di una volontà già presente in Battisti. Infatti, sono stati notati numerosi parallelismi tra Anima latina e la successiva opera di Battisti in collaborazione con Panella; alcuni temi espressi nell'intervista a Marengo, inoltre, si possono ritrovare anche nelle successive dichiarazioni di Battisti.

## Copertina
La copertina, che raffigura un gruppo di bambini che gioca e danza intorno a una donna, l'attrice Dina Castigliego, fu realizzata dal fotografo Cesare Montalbetti, che ha ricordato:
(Cesare Montalbetti, 2007)

## Ricezione commerciale
Con 250.000 copie vendute, Anima latina fu l'ottavo album più venduto in Italia nel 1975, raggiungendo come picco nella classifica settimanale il primo posto.

## Ricezione critica
| Recensione             | Giudizio                |
| ---------------------- | ----------------------- |
| Ondarock               | 8 / 10 – Pietra miliare |
| AllMusic               | [ 25 ]                  |
| Rockit                 | (molto positivo)        |
| Storia della musica.it | [ 27 ]                  |

La critica italiana dell'epoca stroncò l'album.
In un dibattito tra critici e musicisti su Anima latina, pubblicato nel gennaio 1975 da TV Sorrisi e Canzoni, Claudio Cavallaro si lamenta della presenza dei «soliti effetti elettronici», Enrico Riccardi afferma che «c'è poco da capire: qui non c'è musica» e che «qui manca l'emozione, manca la verità»; Luigi Albertelli lamenta che nel nuovo disco non è più identificabile il Battisti degli anni precedenti, mentre secondo Shel Shapiro «se rilascia queste dichiarazioni [NDR: l'intervista per Renato Marengo] e scrive questo tipo di musica, Lucio si trova […] in una situazione artistica incasinata», mentre Andrea Lo Vecchio riconosce almeno che «Battisti fa un tentativo per uscire da una certa strada: in questo senso il disco è positivo».
La critica contemporanea invece ha notevolmente rivalutato l'album, che oggi è considerato tra i migliori mai concepiti da Battisti (vedi Tab. Recensioni professionali) e tra le vette massime della musica italiana.

## Eredità e influenza
- Il gruppo rock Verdena ha dichiarato che il proprio album Wow è stato influenzato da Anima latina, soprattutto dal punto di vista testuale.[29][30]
- Il cantautore Dente ha dichiarato che Anima latina è il suo album preferito e che l'incipit strumentale di Abbracciala abbracciali abbracciati lo ha influenzato nel comporre l'incipit strumentale de La presunta santità di Irene, prima traccia dell'album L'amore non è bello.[31]
- I Coma Cose hanno intitolato un loro brano Anima lattina, giocando sul titolo dell'album di Battisti, che li ha ispirati nella scrittura del pezzo.
- Il progetto Lato B, formato da Leo Pari, Gianluca De Rubertis, Dario Ciffo e Lino Gitto, omaggia l'album suonandolo in tour integralmente nell'estate 2024 insieme a vari musicisti tra i quali Matteo Pezzolet (Alex Britti) e Andrea "Fish" Pesce (già nei Tiromancino).
- Oltre agli artisti già citati, molti altri musicisti della scena indie italiana si sono mostrati riconoscenti e devoti all'album.[32][33][34][35]

## Tracce
Lato A
Testi di Mogol, musiche di Lucio Battisti.
1. Abbracciala abbracciali abbracciati – 7:03
2. Due mondi – 5:11
3. Anonimo – 7:02
4. Gli uomini celesti – 5:05

Durata totale: 24:21
Lato B
Testi di Mogol, musiche di Lucio Battisti.
1. Gli uomini celesti (ripresa) – 0:51
2. Due mondi (ripresa) – 1:09
3. Anima latina – 6:36
4. Il salame – 3:38
5. La nuova America – 2:49
6. Macchina del tempo – 6:59
7. Separazione naturale – 1:29

Durata totale: 23:31

### Abbracciala abbracciali abbracciati

#### Citazioni
- La presunta santità di Irene, traccia d'apertura dell'album L'amore non è bello (2009) di Dente, ne è una voluta citazione musicale. Il cantautore ha infatti affermato di adorare Anima latina.[31]
- Il brano Anima Lattina del duo musicale Coma Cose, contenuto nell'EP Inverno Ticinese, oltre a rappresentare già dal titolo un tributo globale all'album, ha un'apertura che fa esplicito riferimento a Abbracciala abbracciali abbracciati.

### Due mondi
Due mondi è cantata in duo con Mara Cubeddu, voce dei Daniel Sentacruz Ensemble. Fu l'unico duetto di Battisti in studio di registrazione. L'intro del pezzo è creato dalla chitarra di Lucio collegata all’EMS Synthi Hi Fli - VEMIA 3, effetto per chitarra avveniristico per l'epoca.
La ripresa è più lenta, è cantata dal solo Battisti, la cui voce è accompagnata unicamente dal pianoforte.

### Anonimo
Anonimo presenta un'anticipazione del tema musicale principale di Anima latina e si conclude con una citazione bandistica e velocizzata de I giardini di marzo.

### Gli uomini celesti
Di questo brano è presente anche una ripresa.

#### Cover
- Bandabardò, album Il circo mangione, 1996

### Anima latina
È la title track dell'album.

### Il salame
La canzone tratta il tema dell'assenza di malizia nell'infanzia: due bambini che si scoprono sessualmente pensando di dover provare qualcosa di speciale ma che infine trovano il tutto niente di straordinario e tornano a fare altro.

### La nuova America
È composta solo da sei versi.

### Macchina del tempo
Contiene accenni a Abbracciala abbracciali abbracciati, La nuova America e Due Mondi, mentre nella sua conclusione riprende Anima latina.

#### Cover
- Loredana Bertè, album Bandabertè, 1979

### Separazione naturale
Lunga poco più di un minuto, il suo testo è composto da soli quattro versi.

## Formazione
- Lucio Battisti – voce, chitarra, percussioni, tastiera
- Massimo Luca – chitarra, percussioni
- Bob Callero (Bob J. Wayne) – basso
- Franco Dede Loprevite (Dodo Nileb) – percussioni
- Claudio Maioli – tastiera, pianoforte
- Gneo Pompeo – sintetizzatore, pianoforte, Fender Rhodes
- Gianni Dall'Aglio – batteria
- Pippo Colucci – tromba
- Pier Luigi Mucciolo – tromba
- Gianni Bogliano – trombone
- Claudio Pascoli – flauto, ance
- Mara Cubeddu – voce (Due mondi e Macchina del tempo) e cori (in La nuova America)
- Alberto Radius, Mario Lavezzi – cori (in La nuova America)

### Il misterioso Gneo Pompeo
Nei crediti del disco sintetizzatori e archi elettronici sono accreditati a "Gneo Pompeo". Ancora oggi non è ben chiaro chi si celi dietro questo pseudonimo: Gian Piero Reverberi, le cui iniziali coincidono con quelle di Gneo Pompeo, che per molto tempo è stato il maggiore indiziato a causa delle precedenti collaborazioni con Battisti (Il nostro caro angelo, Il mio canto libero, ecc.), ha dichiarato di non aver più collaborato con Battisti dopo il 1973, ma diverse testimonianze di musicisti lo indicano come presente sporadicamente in sala durante le registrazioni del disco. Secondo Vince Tempera invece si tratta di Gabriele Lorenzi, che però ha dichiarato di non saperne nulla.
Michele Neri, nel suo volume del 2010 Lucio Battisti - Discografia mondiale. Tutte le canzoni, le produzioni, le collaborazioni, pubblicato da Coniglio editore, ha scritto di aver individuato chi si celi dietro lo pseudonimo: un musicista di fama internazionale che però, interpellato, ha affermato di non voler essere coinvolto in alcun modo in questo album e di non voler quindi rendere noto il suo nome.

Nel maggio del 2021, intervistato dalla rivista Rolling Stone (edizione italiana), Vince Tempera è tornato sull'argomento, affermando di essere stato lui ad aver suonato i sintetizzatori poi accreditati a "Gneo Pompeo" nelle note di copertina di Anima latina:
Sì, Gneo sono io. Pensa che neanche sono andato a ritirare i soldi della registrazione di Il mio canto libero, come a dire: «Guarda, ho ragione io, tienti i soldi, non me ne frega niente». È stato un gesto un po’ guascone però l’ho dovuto fare. Il nostro lavoro non è sempre un problema di soldi, è anche e soprattutto un problema di idee musicali. Almeno io lo intendo così, altri no.
Però la testimonianza di Vince Tempera si riferisce alle registrazioni del brano Luci-ah presente nell'album Il mio canto libero. Recentemente Michele Neri ha affermato che Gneo Pompeo è Gian Piero Reverberi. Anche Renzo Stefanel nel suo secondo libro dedicato a Anima latina del 2014 ha confermato la partecipazione di Reverberi nel brano Il salame.